# Веймарн, Иван Иванович
Иван Иванович Веймарн (Ганс Генрих фон Веймарн) (нем. Hans Heinrich von Weymarn; 1718 или 1722, Эзель — 1792, Вольмарсхоф (Лифляндская губерния) — русский генерал, командующий войсками в войне с Барской конфедерацией.

## Биография
Остзейский дворянин из рода фон Веймарн, внук основателя этой фамилии Йобста Веймера. Сын Йобста (Йодокуса) фон Веймарна и Евы Софии фон Юкскуль фон Фитингоф.
В 1740 году выпущен офицером в армию из Петербургского сухопутного шляхетского корпуса. В Семилетнюю войну в 1757 году в чине генерал-майора занимал должность генерал-квартирмейстера армии фельдмаршала С. Ф. Апраксина. В ходе следствия над Апраксиным по обвинению в государственной измене был отозван в столицу для дачи показаний перед придворной конференцией. Будучи признан непричастным к интригам канцлера А. П. Бестужева, распоряжения которого, как полагали, выполнял Апраксин, Веймарн в том же 1757 году был назначен командующим войсками в Сибири.
27 мая 1762 произведен в генерал-поручики; по распоряжению Екатерины II обследовал Колывано-Воскресенские заводы, и составил «Гисторическое, критическое и наставительное изъяснение о Колывано-Воскресенских заводах», в котором изложил историю и современное состояние предприятий. Среди причин упадка производства указал на хищническую вырубку лесов.
В 1764 году назначен послом к польскому королю Станиславу-Августу Понятовскому и командующим всеми русскими войсками, размещенными в Речи Посполитой. В 1768—1772 командовал в войне с Барской конфедерацией. Согласно Военной энциклопедии Сытина: «главной заслугой Веймарна было то, что он сумел внести единство в действия очень разбросанных войск, в нужных случаях сосредоточивавшихся в крупные отряды, наносившие сильные удары конфедератам. Веймарн покрыл всю Польшу сетью подвижных колонн, одной из которых с выдающимся успехом командовал Суворов».
Современные комментаторы переписки Суворова придерживаются иного мнения: «генерал-поручик Веймарн стоял за непрерывное преследование летучих отрядов конфедератов, что вело к распылению сил и изнурению войск».
Веймарн, считавшийся одним из образованнейших генералов своего времени, «опытный в военном деле, умный и ловкий (особенно по дипломатической части)», был при этом педантичным и мелочно-самолюбивым человеком, стремившимся к тщательной регламентации действий подчиненных, что неизбежно привело его к конфликту с Суворовым, оригинальный стиль донесений которого и непрошеные советы вызывали у командующего раздражение.
Сам Веймарн направлял Суворову приказы столь грубые по форме, что тот был вынужден написать в ответ:

Осмеливаюсь Ваше Высокопревозходительство просить, дабы меня ныне по некоторым ордерам Вашим частых суровых выражениев избавить приказать изволили. Может быть, сами когда-нибудь оправдаете мою грубую истину?— Суворов А. В. Письмо И. И. Веймарну. Люблин, 26 сентября 1770 (Письма, с. 13)
Чиня препятствия Суворову, Веймарн активно выдвигал на командные должности своих соплеменников (которых Суворов считал весьма посредственными командирами): фон Древица, Штакельберга, фон Рённе.
Кульминацией конфликта стало требование Веймарна, направленное Суворову после блестящей победы последнего в бою под Столовичами, дать объяснения по поводу его «несогласного с узаконенными порядками и субординацией выступления из Люблина в Столовичи и произвольного, без ордера, из Литвы в Люблин возвращения». Соответствующую жалобу командующий направил в Военную коллегию. Обиженный Суворов в 1772 году подал прошение о переводе в Дунайскую армию П. А. Румянцева, но правительство сочло более полезным оставить его на время в Польше.
В том же году Веймарн был сменен А. И. Бибиковым на посту командующего и отозван в Петербург, где был назначен для присутствия в Военной коллегии. Вскоре вышел в отставку.
В 1792 году умер в своем имении Вольмарсхоф в Лифляндии, пожалованном ему Екатериной.
Жена (1774): Анна Барбара фон Ферзен (1747—1827)